# Real Instituto de Tecnología
El Real Instituto de Tecnología o Kungliga Tekniska högskolan (KTH) es una universidad situada en Estocolmo, Suecia. KTH fue fundada en 1827 y es la institución para la educación superior en tecnología más grande de Escandinavia y una de las universidades técnicas líderes en Europa.

## Campus
El campus principal fue construido en Valhallavägen por el arquitecto Erik Lallerstedt, que fue completado en 1917. Los edificios y alrededores fueron decorados por importantes artistas suecos de comienzos del siglo XX tales como Carl Milles, Alex Töreman, Georg Pauli, Tore Strindberg e Ivar Johnsson. Los edificios más antiguos del campus sufrieron una completa renovación en 1994. Mientras que el campus original fue grande para su época, KTH pronto lo superó y el campus se expandió con nuevos edificios. En la actualidad las instituciones y facultades de la KTH están distribuidas por varios campus en la provincia de Estocolmo.

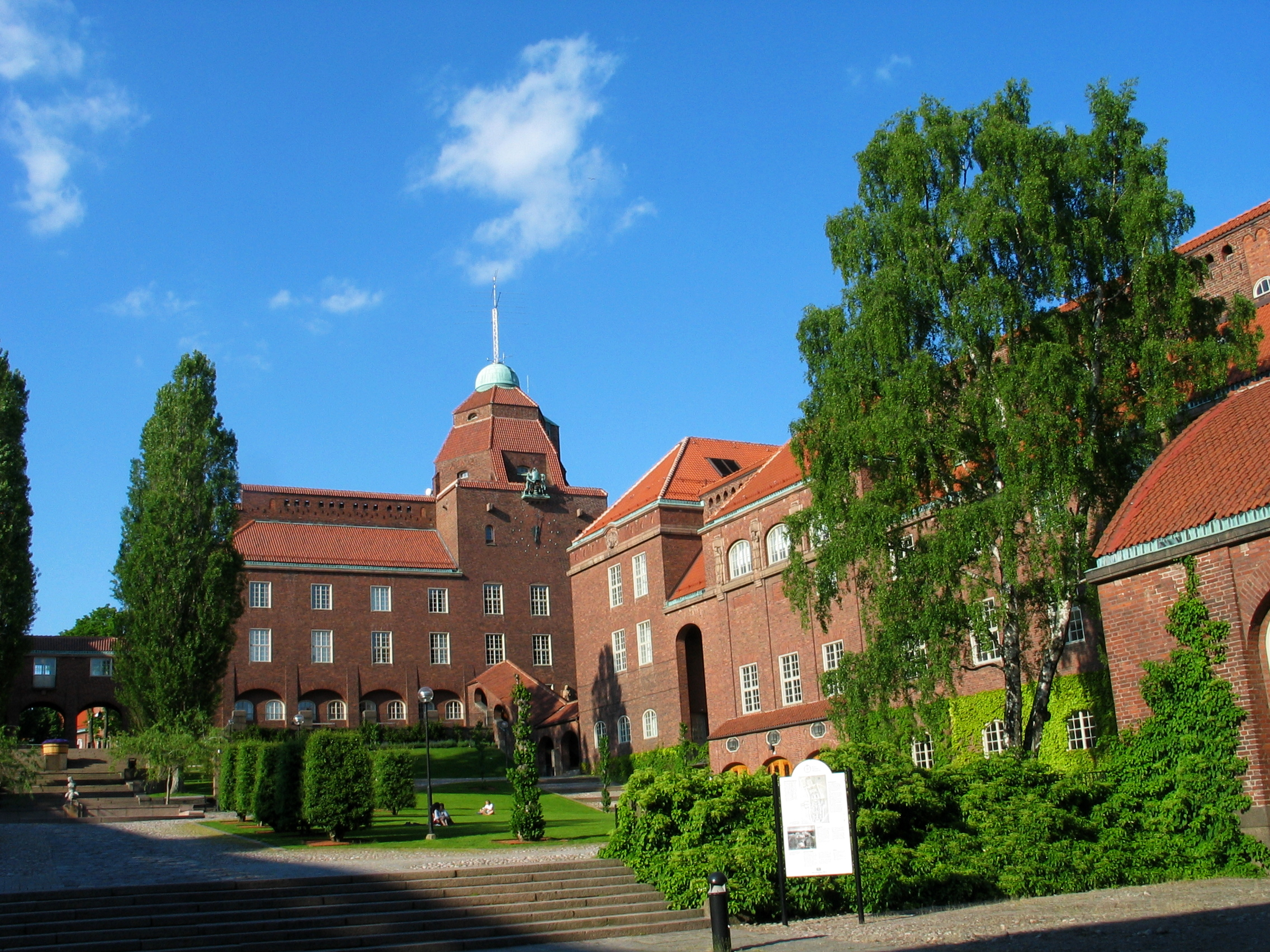
Edificio principal en verano.

## Historia
El origen de la escuela fue como el Instituto Tecnológico en Estocolmo, que comenzó su andadura en 1826. En 1877 el nombre se cambió por el actual.

### El reactor nuclear R1
Después de la Segunda Guerra Mundial, y más específicamente después de las dos bombas nucleares americanas usadas sobre dos ciudades japonesas Hiroshima y Nagasaki, el líder militar sueco reconoció que las armas nucleares son algo que debería ser investigado con más profundidad para dar a Suecia conocimientos para defenderse de un ataque nuclear. En este momento Suecia sabía que no tenía conocimiento sobre la física nuclear, ya que toda la información sobre las bombas americanas y la investigación sobre ellas fue mantenido en estricta confidencialidad por los Estados Unidos. Con la misión de "hacer algo con neutrones", el equipo sueco, con científicos como Rolf Maximilian Sievert, comenzó a investigar en el tema y finalmente construyó un reactor nuclear para hacer pruebas.
Tras unos años de investigación básica, empezaron construyendo un reactor de 300 kW (después ampliados a 1 MW), llamado "Reaktor 1", R1, en un salón 25 metros bajo la superficie justo debajo de KTH. Hoy esto quizá parece estar mal considerado, por decirlo suavemente, ya que aproximadamente 40,000 personas vivían dentro de un radio de 1 km, pero en el momento que los riesgos fueron juzgados como tolerables ya que significaba tener el reactor muy cerca de los científicos de la Real Academia Sueca de las Ciencias de la Ingeniería (Ingenjörsvetenskapsakademien).
A las 18:59 del 13 de julio de 1954, el reactor alcanzó una masa crítica y la primera reacción nuclear con importancia de Suecia tuvo lugar. El R1 fue el principal lugar para casi toda la investigación nuclear sueca hasta 1970 que el reactor fue finalmente declarado fuera de uso, principalmente debido al incremento de preocupación de los riesgos que se incluían trabajando con un reactor en una área densamente poblada como es Estocolmo. El reactor ya no existe, pero su sala todavía queda para el divertimento de muchos. La sala del reactor se encuentra cercana al restaurante Quantum.

## Organización
Desde 2005 KTH está organizada en un número de escuelas que cada una está compuesta de un número de departamentos:
- Escuela de Arquitectura y el Entorno de Construcción (ABE)
  - KTH Arquitectura
  - KTH Ingeniería Civil y Arquitectural
  - KTH Infraestructura
  - KTH Ingeniería de Recursos de la Tierra y el Agua
  - El Departamento de Historia de la Ciencia y Tecnología

- Escuela de Biotecnología (BIO)
  - KTH Biotecnología

- Escuela de Ciencias de la Computación y la Comunicación (CSC)
  - KTH Análisis Numérico y Ciencia de la Computación
  - KTH Habla, Música y Audición
  - La Unidad para el Lenguaje y la Comunicación

- Escuela de Ingeniería Eléctrica (EES)
  - KTH Laboratorio Alfven
  - KTH Ingeniería Eléctrica
  - KTH Señales, Sensores y Sistemas

- Escuela de Ingeniería Industrial y Gestión (ITM)
  - KTH Tecnología Energética
  - KTH Economía Industrial y Gestión
  - KTH Ingeniería de la Producción
  - KTH Ciencia e Ingeniería de los Materiales
  - KTH Diseño de Máquinas

- Escuela de la Tecnología de la Información y la Comunicación (ICT)
  - KTH Microelectrónica y Tecnología de la Información
  - KTH Ciencias de la Computación y Sistemas
  - KTH Tecnología de la Información Aplicada

- Escuela de Ingeniería y Ciencia Química (CHE)
  - KTH Química
  - KTH Tecnología e Ingeniería Química
  - KTH Tecnología de Fibras y Polímeros

- Escuela de la Tecnología y la Salud (STH)
  - KTH Sur

- Escuela de las Ciencias de la Ingeniería (SCI)
  - KTH Física
  - KTH Matemáticas
  - KTH Mecánica
  - KTH Ingeniería Aeronáutica y de Vehículos
  - KTH Mecánica de Sólidos

## Alumnos notables
Muchos de los líderes industrial suecos se han graduado por la KTH.
- Salomon August Andrée, explorador del ártico
- Knut Frænkel, explorador del ártico
- Baltzar von Platen, inventor
- Carl Munters, inventor
- Ivar Kreuger, industrial
- Ernst Alexanderson, inventor
- Christer Fuglesang, astronauta
- Dolph Lundgren, actor
- Kurt Atterberg, compositor (graduado en 1911)
- Karl-Birger Blomdahl, compositor
- Max Tegmark, cosmológo
- Börje Ekholm, anteriormente director general de Investor AB y después director general de Ericsson AB

### Doctorhonoris causa
- Richard Stallman
- Bill Gates

## Cuerpo docente notable
- Hannes Alfvén, premio Nobel
- Kai Siegbahn, premio Nobel
- Lennart Carleson, premio Abel
- Rolf Schock
- Arne Kaijser
- Johan Håstad